# Immunonkologi
Immunonkologi (I/O) är en typ av cancerbehandling som går ut på att använda och förstärka immunsystemets egen förmåga att angripa tumörceller.

## Funktion
Immunterapi har använts i mer än ett sekel och innebär att man med olika behandlingsmetoder använder kroppens eget immunförsvar för att behandla eller förebygga en sjukdom. Ett sådant exempel är vaccin.
Att som vid immunonkologi utnyttja kroppens eget immunsystem mot cancerceller, är däremot en ny behandlingsmetod som är på stark frammarsch.
Immunonkologi (I/O) använder immunsystemets inneboende kraft för att förebygga, målsöka, kontrollera och eliminera cancer. Genom att använda immunterapi kan man lära immunsystemet att känna igen och attackera specifika cancerceller, man kan boosta immunceller för att hjälpa dem att eliminera cancer och att förse kroppen med ytterligare komponenter för att öka den immuna responsen.

## Nobelpriset till immunonkologi
Nobelpriset i fysiologi eller medicin år 2018 tilldelades James P. Allison och Tasuku Honjo för deras upptäckter inom cancerbehandling genom att hämma immunförsvarets bromsmekanismer. De två forskarna gjorde sina upptäckter oberoende av varandra. Amerikanen James P. Allison studerade det redan kända proteinet CTLA-4 som sitter på ytan av T-celler och som bromsar immunsystemet. Han insåg vad det skulle innebära att blockera på bromsen med en antikropp och låta immunsystemet aktiveras och angripa tumörceller. På andra sidan Stilla havet upptäckte japanen Tasuku Honjo ett protein inne i immuncellerna som även det fungerar som en broms. Dessa upptäckter lade grunden för en helt ny behandlingsprincip , det vill säga immunonkologin,

## Behandling

### Kategorier I/O-behandlingar
Cancer Research Institute (CRI) delar in I/O-terapier i sju olika kategorier:
- Monoklonala antikroppar (mAb)En sorts protein som är designat att målsöka antigener eller markörer som finns på cancercellens yta eller att genom cellsignalering blockera tillväxt eller kommunikation hos tumörceller.[10]

- Checkpoint-hämmare och immunmodulerande läkemedelCheckpoint-hämmare binder till T-lymfocyter, lättar på bromsen och aktiverar därmed immunsystemet[11] vilket medför att tumörcellerna blir känsliga för immunsystemets celler. Immunmodulerande behandling påverkar immunsystemets celler i stället för att attackera själva tumörcellerna.[12]

- Terapeutiska cancervaccinBygger på immunförsvarets förmåga att lära sig att identifiera substanser som är farliga för kroppen och sedan försvara kroppen mot dylika substanser. Det är dock svårt att ta fram vacciner som riktar sig direkt mot cancermolekyler[5].

- Immunterapi med onkolytiska virusEn variant av förkylningsvirus anpassas så att det kan tränga in i tumörcellen och spränga den inifrån. Material från de sprängda cellerna exponeras för immunsystemets celler som kan döda kvarvarande tumörceller.[13]

- Adaptiv T-cells överföringT-celler tas från patienten och manipuleras[5]. De förses med en mottagare som kallas CAR[14] för att de ska kunna identifiera en specifik molekyl som finns i cancerceller. T-cellerna återförs till patienten så att de kan leta reda på och döda tumörcellerna. Metoden kallas CAR-T.[5]

- CytokinerSignalmolekyler som bland annat har till uppgift att upprätthålla balans mellan cellväxt och celldöd. Vissa cytokiner (interleukiner och interferoner) kan användas för att aktivera cancerdödande T-celler.[5]

- Adjuvant immunterapiFörstärker kroppen immunreaktion på antigen. Kan användas i kombination med vaccin med syfte att stärka immunförsvaret mot olika typer av cancer.[5]

Det finns dock ett fåtal av dessa kategorier representerade på marknaden och enligt BioStock har monoklonala antikroppar (mAbs) och checkpoint-hämmare hittills visat sig vara de mest effektiva. Båda behandlingarna riktar in sig på specifika antigener som antingen aktiverar cancerdödande T-celler eller hämmar checkpoint-molekyler som i vanliga fall hindrar T-cellerna från att attackera cancerceller.
Immunterapi är ännu inte en behandling som fungerar för alla och vissa typer av behandlingar har svåra, men hanterbara, biverkningar. Forskning pågår för att hitta nya tillvägagångssätt för att avgöra vilka patienter som sannolikt skulle svara på en viss behandling och vilka som inte skulle göra det. Den här forskningen förmodas leda till nya strategier för att öka antalet patienter som kan ha av nytta av immunterapi.

### Tillgängliga behandlingar
Den första immunonkologiska behandlingen som godkändes (2011) var checkpoint-hämmaren Yervoy® (ipilimumab) som några år senare följdes av Opdivo® (nivolumab) och Keytruda® (pembrolizumab).
På den svenska marknaden finns ett flertal immunonkologiska läkemedel främst för behandling av hudcancer, lungcancer, huvud-och-hals cancer, njurcancer, klassiskt Hodgkins Lymfom, och cancer i urinblåsan eller urinvägarna.
Den monoklonala antikroppen Yervoy® (ipilimumab) är av IgG1-typ och blockerar antigen 4 på cytotoxiska T-lymfocyter. Det uttrycks på cellytan hos aktiverade CD4+ och DE8+ T-celler och hämmar på så sätt cellfunktionen.
Antikroppen Opdivo® (nivolumab) är en human monoklonal antikropp av G4 (IgG4)-typ som binder till receptorn för programmerad celldöd, PD-1. Den blockerar därmed dess interaktion med liganderna PD-L1 och PD-L2 som uttrycks på antigenpresenterande celler, tumörceller eller andra celler nära tumören.
Keytruda® (pembrolizumab) är en monoklonal antikropp som blockerar T-cellernas PD-1 receptorer. Istället för att bli inaktiverade av tumörernas PD-L1 och PD-L2 ligander kan i stället T-cellerna aktiveras och angripa tumörceller.
Tecentriq® (atezolizumab) är en monoklonal antikropp mot liganden PD-L1 som är programmerad för celldöd, som binder till PD-1-receptorn. När PD-L1 neutraliseras uteblir inaktiveringen av PD-1-receptorn på T-celler vilket leder till att det antitumorala T-cellsmedierade immunsvaret förstärks. Mekanismen kallas även ”check point inhibition”.
Den monoklonala antikroppen Imfinzi® (durvalumab) blockerar PD-L1, vilket leder till att T-cellsaktiveringen ökar, att antitumörimmunsvaret förstärks och till ökad tumörcelldöd.

## Utveckling och vidare forskning
Ett stort antal kliniska studier pågår för närvarande där man testar checkpoint-behandling på olika cancersjukdomar. Man har även börjat prova nya checkpoint-molekyler som måltavlor för behandling. En del i den fortsatta forskningen, för att nå ännu bättre effekt, är att testa att kombinera olika checkpoint-inhibitorer med varandra. En annan del att kombinera dem med konventionell behandling.
Det finns 26 olika immunonkologiska substanser godkända på marknaden och minst ett godkänt immunonkologiskt behandlingsalternativ för 17 olika typer av cancer. Över 900 kliniska prövningar med immunterapier mot olika typer av cancer inklusive den 10 vanligaste cancerformerna pågår runtom i världen.